# Nierembergia veitchii
Nierembergia veitchii ist eine Pflanzenart aus der Gattung der Weißbecher (Nierembergia) in der Familie der Nachtschattengewächse (Solanaceae).

## Beschreibung
Nierembergia veitchii ist eine kriechende Pflanze mit wurzelnden Sprossen, die bis zu 40 cm lang werden. Die Laubblätter sind kurz gestielt, elliptisch, breit oder spitz und 13 bis 37 (selten nur 9) mm lang und 5 bis 13 (selten 2 bis 15) mm breit.
Die Blüten stehen an 1 bis 8 mm langen Blütenstielen. Der Kelch wird 8 bis 12 mm lang und ist mit eiförmigen, 4 bis 7 mm langen Kelchzipfeln besetzt. Die Krone ist himmelblau oder weiß, sie besitzt einen glockenförmigen Kronsaum mit einem Durchmesser von 14 bis 25 mm und eine Kronröhre mit einer Länge von 18 bis 32 (selten nur 13) mm. Der Kronsaum besitzt an den Interkostalfeldern eine Behaarung aus mit Köpfchen versehenen Trichomen. Die Pollenkörner bilden Tetraden. Die Narbe ist breit oder linsenförmig.
Die Chromosomenzahl beträgt 2n = 16.

## Vorkommen
Die Art ist auf feuchten Böden in der Mitte und im Nordwesten Argentiniens in den Provinzen Jujuy, Salta, Catamarca, Tucumán und Santiago del Estero zu finden.

## Systematik und botanische Geschichte
Die Art wurde 1866 von William Jackson Hooker erstbeschrieben.